# Blek le Roc
Pour les articles homonymes, voir Blek.
Blek, dit Blek le Roc, est un personnage de bande dessinée créé en Italie (ou fumetti) par le studio EsseGesse composé de Pietro Sartoris (it), Dario Guzzon (it), Giovanni Sinchetto (it) en 1954 pour l'éditeur italien Dardo sous le nom de Il Grande Blek. La bande dessinée Blek le Roc est publiée a strisce (format à l'italienne) durant 650 fascicules jusqu'en 1967 avant qu'un litige oppose les auteurs à l'éditeur. Le trio décide alors d'abandonner le personnage pour en créer un autre similaire chez un concurrent. Ce sera Capt'ain Swing (ou Comandante Mark en Italie).

## Personnages
Le héros, Blek Le Roc, est un trappeur américain d'origine bretonne qui participe à la guerre d'indépendance américaine contre les troupes anglaises (surnommées les « homards rouges »). Il est accompagné dans ses aventures par le jeune Roddy et l'érudit professeur Occultis, qui se révèle au fil des aventures aussi gourmand que machiavélique toujours prêt à bluffer l'ennemi. Quant au jeune Roddy, il semble au moins autant influencé par la personnalité d'Occultis que par l'héroïsme de Blek.

## En Italie
Le personnage fait son apparition, le 3 octobre 1954. Le format est original puisqu'il s'agit d'une revue sous forme de strip (bande) dans laquelle chaque page, de petit format donc, ne contient qu'une seule bande. Chaque numéro hebdomadaire coûte 20 lires et est composé de 32 strips auxquels il faut rajouter les 4 pages de couvertures. Les pages 2 et 3 sont initialement constituées de deux romans différents à suivre : La danza del grizzli et L'imbarazzo della scelta.
Si Roddy apparaît dès la troisième bande du premier numéro, le professeur Occultis ne survient qu'à la seizième bande du sixième numéro. À noter que dans la version originale il est présenté sans ambiguïté comme Français. Son premier mot est d'ailleurs "Parbleu" et il émaille régulièrement sa conversation de "Tonnerre de Dieu".
Les personnages apparaîtront par la suite dans différentes revues avec parfois d'autres dessinateurs que le pool EsseGesse comme pour la série "Il Grande Blek" (à partir de 1991). Soulignons enfin qu'il existe une réédition, a priori complète, des aventures originelles. Cette réédition débutée en janvier 1990, toujours chez Dardo, s'est étalée sur 52 numéros mensuels. Chaque livraison étant composée de plus de 100 pages de BD.

## En France
Les éditions lyonnaises Lug publient l'intégralité des aventures de Blek un an à peine après sa sortie en Italie. La série est d'abord éditée en noir et blanc dans la revue de petit format Kiwi, puis rééditée en couleur dès 1963 dans une revue bimensuelle dédiée à son nom : Blek. De nombreuses couvertures furent réalisées par Jean Frisano. Quand les histoires originales furent épuisées, d'autres histoires furent créées avec notamment Carlo Cedroni ou Nicola Del Principe, mais aussi en France par Jean-Yves Mitton, André Amouriq ou Ciro Tota. En 1978, des dessinateurs yougoslaves reprennent aussi le personnage dont les histoires paraissent dans les derniers numéros de Kiwi.

## Les revues
- Kiwi : 582 numéros de septembre 1955 à décembre 2003
- Blek : 519 numéros de juillet 1963 à mars 1994

## Les albums
Les éditions Soleil ont entrepris de publier une intégrale de la période SGS (Sinchetto, Guzzon et Sartoris) en albums, mais elle fut arrêtée après la diffusion du tome 9.